# Bajinci (Bośnia i Hercegowina)
Bajinci (cyr. Бајинци) – wieś w Bośni i Hercegowinie, w Republice Serbskiej, w gminie Srbac. W 2013 roku liczyła 621 mieszkańców.